# Оппель, Валери
Валери Оппель (фр. Valérie Oppelt) — французский политик, депутат Национального собрания Франции.

## Биография
Валери Оппель в течение 17 лет работала старшим менеджером в индустрии освещения, а затем основала собственный бизнес в области внутреннего освещения. У нее трое детей.
В октябре 2016 года она примкнула к движению «Вперёд!» и была его координатором в департаменте Атлантическая Луара до июля 2017 года. В июне 2017 года стала кандидатом партии «Вперёд, Республика!» по 2-му избирательному округу департамента Атлантическая Луара на выборах в Национальное собрание и одержала победу во 2-м туре.
В Национальном собрании сначала она стала членом комиссии по экономическим вопросам. Работала в этой группе до января 2018 года, когда ушла в отставку, согласно публикации газеты L'Expres, «чтобы посвятить себя своим делам и своему избирательному округу» . Другой причиной этого шага называется неудовлетворенность ее положением .
В начале своей работы в Национальном собрании она вместе с Оливией Грегуар создает неофициальную группу из пятидесяти депутатов-предпринимателей, целью которой является поддержка бизнеса, в том числе женщин-предпринимателей.  
В 2020 году Валери Оппель возглавила список движения «Вперёд, Республика!» на муниципальных выборах в Нанте, занявший третье место во 2-м туре с 12,71 % голосов.
С ноября 2019 она является членом Комиссии по законодательству Национального собрания.
На выборах в Национальное собрание в 2022 году вновь баллотировалась во втором округе департамента Атлантическая Луара от президентского большинства, но уступила во втором туре кандидату левого блока NUPES Анди Кербра.

## Занимаемые должности
18.06.2017 — 21.06.2022 — депутат Национального собрания Франции от 2-го избирательного округа департамента Атлантическая Луара 

c 28.06.2020 — член муниципального совета города Нант